# Лінія порушення
Лінія порушення (рос. линия нарушения, англ. disturbance line, dislocation line; нім. Störungslinie f) — лінія розривного порушення залягання геологічного тіла при вертикальному зміщенні однієї його частини відносно іншої. Іноді виражена в рельєфі уступом поверхні.